# Lijst van gouverneurs van Västernorrlands län
Dit is een lijst van gouverneurs van de provincie Västernorrlands län in Zweden, in de periode 1654 tot heden. Het län, de provincie Västernorrlands län ontstond in 1654 door een samenvoeging van Hudiksvalls län en Härnösands län, die eerder tot 1645 de provincie Norrlands län hadden gevormd. Het Zweeds voor gouverneur is landshövding.
- Erik Larsson Sparre 1654–1655
- Johan Oxenstierna 1655–1664
- Gustaf Banér 1664
- Carl Larsson Sparre 1664–1677
- Christopher Gyllenstierna 1677
- Jacob Fleming 1677–1679
- Göran Sperling 1679–1683
- Lennart Ribbing 1683–1687
- Otto Vellingk 1687–1693
- Carl Gustaf Frölich 1693–1698
- Malcolm Hamilton af Hageby 1698–1699
- Axel von Schaar 1699–1702
- Carl Carlsson Hård af Segerstad 1702–1704
- Alexander Stromberg 1704–1716
- Hugo Hamilton 1716–1719
- Magnus Palmqvist 1719–1727
- Carl Gustaf Bielke 1727–1739
- Erik Odelström 1739–1749
- Axel Johan Gripenhielm 1749–1755
- Karl Gustaf Cronhiort 1755
- Mårten Ehrensvan 1755–1757
- Fredrik Henrik Sparre 1757–1762
- Per Abraham Örnsköld 1762–1769
- Germund Abraham Falkengren 1769–1778
- Johan Nordenfalk 1778
- Carl Bunge 1778–1796
- Erik Gustaf Lindencrona 1796–1807
- Carl von Nieroth 1810–1817
- Carl Fredrik Aschling 1817–1820
- Hampus Mörner 1820–1841
- Fredric Åkerman 1841–1851
- Sven Vilhelm Gynther 1851–1862
- Ernst August Weidenhielm 1863–1873
- Curry Treffenberg 1873–1880
- Gustaf Ryding 1880–1901
- Gustaf Rudebeck 1901–1909
- Fredric Engelbert Bergenholtz 1909–1911
- Carl Mathias Ström 1911–1918
- Karl Johan Stenström 1918–1931
- Anders Victor Benedict Wijkman 1931–1938
- Nils Löwbeer 1939
- Arthur Engberg 1940–1944
- Ragnar Stattin 1944–1953
- Eric Wesström 1954–1965
- Hjalmar Nilsson 1965–1971
- Kurt Nordgren 1971–1974
- Bertil Löfberg 1975–1989
- Ingemar Öhrn 1989–1995
- Börje Hörnlund 1996–2000
- Gerhard Larsson 2000–2008
- Sten-Olov Altin, waarnemend 2008
- Bo Källstrand 2008–2014
- Sten-Olov Altin, waarnemend 2014–2015
- Gunnar Holmgren 2015–2018
- Berit Högman, sinds 2018

Blekinge län · Dalarnas län · Gävleborgs län · Gotlands län · Hallands län · Jämtlands län · Jönköpings län · Kalmar län · Kronobergs län · Norrbottens län · Örebro län · Östergötlands län · Skåne län · Södermanlands län · Stockholms län · Uppsala län · Värmlands län · Västerbottens län · Västernorrlands län · Västmanlands län · Västra Götalands län